# Belgioioso
Belgioioso – miejscowość i gmina we Włoszech, w regionie Lombardia, w prowincji Pawia.
Według danych na rok 2004 gminę zamieszkiwały 5362 osoby, 223,4 os./km².